# Proctacanthus rodecki
Proctacanthus rodecki là một loài ruồi trong họ Asilidae. Proctacanthus rodecki được James miêu tả năm 1933. Loài này phân bố ở vùng Tân Bắc giới.